# Élections générales irlandaises de 2020
Les élections législatives irlandaises de 2020 ont lieu le 8 février 2020 afin d'élire les membres du Dáil Éireann, la chambre basse du parlement irlandais, l'Oireachtas.
Ces élections ont lieu de manière anticipée, dans le contexte de la procédure de retrait du Royaume-Uni de l'Union européenne, effective le 31 janvier précédent.
Le scrutin voit le parti républicain Sinn Féin arriver en tête des suffrages pour la première fois de l'histoire du pays. Un total de 37 de ses candidats sont élus, à égalité avec le Fianna Fáil, qui obtient néanmoins un siège de plus, l'un de ses membres étant reconduit automatiquement en tant que président de la chambre. Le Fine Gael du Premier ministre Leo Varadkar arrive quant à lui troisième avec 35 sièges.
Des négociations ont lieu pour la mise en place d'un gouvernement de coalition pour lequel l'inclusion du Sinn Féin n'est pour la première fois pas exclue, mais qui aboutissent finalement à une grande coalition réunissant Fianna Fáil, Fine Gael et les Verts. Micheál Martin succède à Leo Varadkar au poste de Taoiseach.

## Contexte

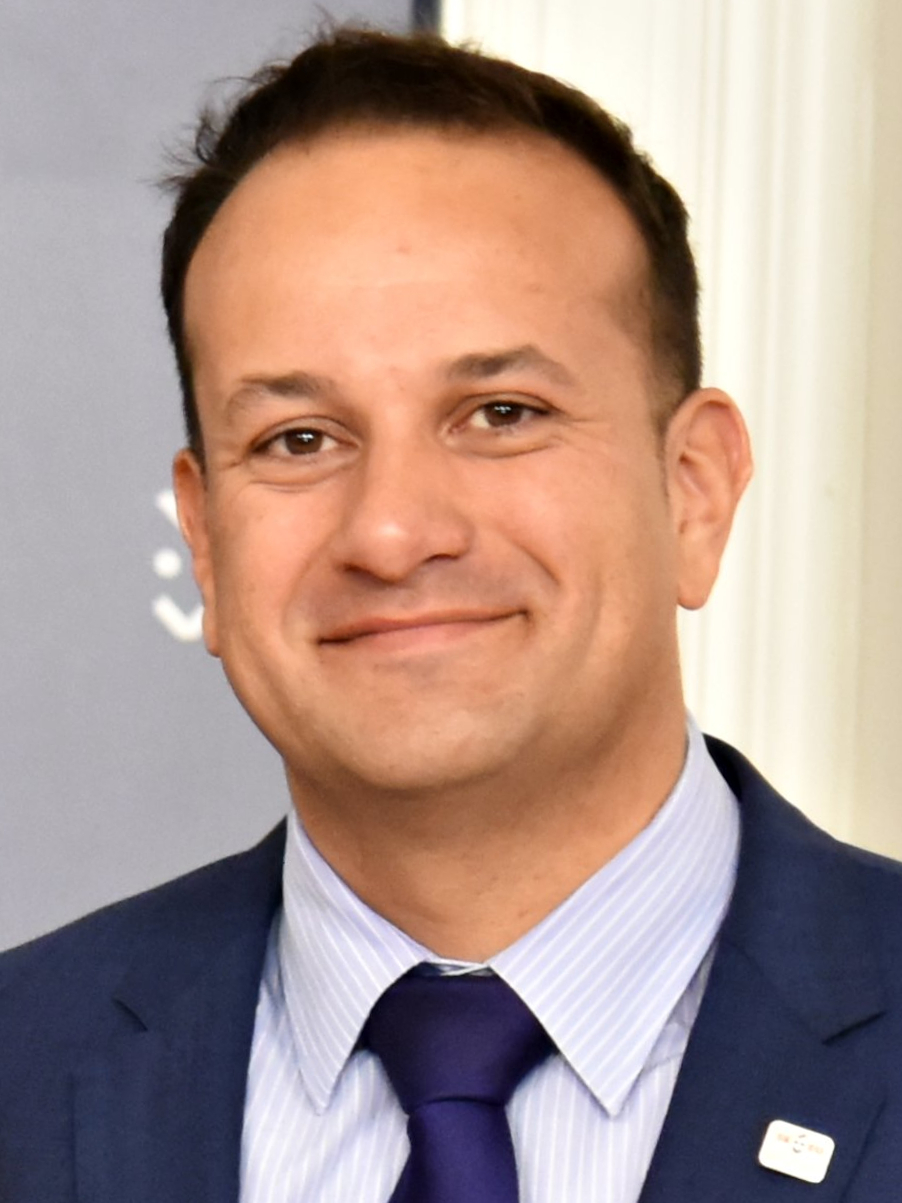
Leo Varadkar.

Les élections de février 2016 ont pour résultat un important recul du Fine Gael, qui se maintient en tête des suffrages, mais perd 26 sièges sur les 76 qu'il détenait dans l'assemblée sortante et qui avait permis à Enda Kenny de se maintenir depuis 2011 au poste de Taoiseach - le Premier ministre irlandais - à la tête d'un gouvernement de coalition soutenu par le Parti travailliste.
Principal parti d'opposition, le Fianna Fáil se relève lui du pire résultat de son histoire, obtenu au scrutin précédent, et remporte un total de 44 sièges, en hausse de 23. Le Sinn Féin, également dans l'opposition, connait lui aussi des résultats en hausse, passant de 14 à 23 sièges, sans toutefois ravir au Fianna Fáil la deuxième place que lui annonçaient plusieurs sondages, tandis que le parti travailliste subit de plein fouet les conséquences de sa participation au gouvernement en tant que partenaire minoritaire de la coalition et s'effondre, passant de 33 à seulement 7 sièges.
Confrontés à la perte de la majorité absolue détenue par la coalition sortante, conduisant à un parlement sans majorité, les différents partis s'engagent dans de longues négociations qui se poursuivent sur un total de 63 jours avant que ne soit finalement signé un accord entre le Fine Gael et le Fianna Fáil le 29 avril 2016. Enda Kenny se maintient ainsi à la tête d'un gouvernement minoritaire composé de son parti et de quelques élus indépendants, avec le soutien sans participation du Fianna Fáil, qui obtient en retour plusieurs mesures de son programme dont une augmentation de près de sept milliards d'euros des investissements publics sur cinq ans et la suspension des redevances sur l'eau. Il reçoit le 6 mai le vote de confiance du parlement par 59 voix pour et 49, le reste des députés s'abstenant. Le 14 juin 2017, Kenny prend sa retraite, annoncée un mois plus tôt, et est remplacé par Leo Varadkar après une élection interne du parti.
Les élections de 2020 ont lieu de manière anticipée à la suite de la dissolution du 32e Dáil Éireann par le président Michael D. Higgins à la demande de Leo Varadkar. Cette dissolution a lieu dans le contexte de la procédure de retrait du Royaume-Uni de l'Union européenne, dite Brexit, qui a pris effet le 31 janvier 2020 à la suite de la victoire du Parti conservateur mené par Boris Johnson aux Élections générales britanniques de décembre 2019. Malgré la mise en place d'un accord temporaire, le gouvernement irlandais craint qu'une sortie du Royaume-Uni de l'Union européenne et de son marché commun mène à une fermeture de la frontière commune avec l'Irlande du Nord, avec un rétablissement des droits de douane et des contrôles d'identité, en rupture avec l'accord du Vendredi saint. Les deux économies sont par ailleurs fortement liées, près d'un tiers des exportations nord-irlandaises étant destinées au marché irlandais en 2016,.
Les questions sociales sont apparues comme les premières priorités des électeurs. D'après les enquêtes d'opinion, 40 % citent le système de santé comme le thème le plus préoccupant, alors que les hôpitaux font face à un manque crucial de lits et que les consultations sont très onéreuses (40 et 60 euros la consultation, hormis pour les plus pauvres) et 32 % citent le logement en raison de l'inflation des loyers et de augmentation du nombre de sans-abri.

## Système électoral

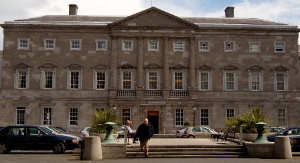
La Leinster House à Dublin, siège du Dáil Éireann.

Le Dáil Éireann - souvent abrégé en Dáil - est la chambre basse de l'Oireachtas, le Parlement bicaméral de l'Irlande. Il est composé de 160 sièges pourvus pour cinq ans au scrutin à vote unique transférable dans quarante circonscriptions électorales dotées de 3 à 5 sièges en fonction de leur population.
Ce mode de scrutin proportionnel plurinominal permet aux électeurs de voter directement pour des candidats en les classant par ordre de préférence, tout en étant à finalité proportionnelle. Une fois l'ensemble des bulletins dépouillés, un quota est déterminé en divisant ce total par le nombre de sièges à pourvoir dans la circonscription, plus un. Tout candidat ayant reçu un nombre de voix de première préférence supérieur au quota remporte d'emblée un des sièges à pourvoir. S'il reste un ou plusieurs siège à pourvoir, les secondes préférences inscrites par les électeurs sont prises en compte : on élimine le candidat ayant reçu le moins de premières préférences, et les secondes préférences que les électeurs ont inscrites sur ces bulletins sont répartis aux candidats concernés. Si l'un d'entre eux dépasse à présent le quota grâce à ces votes cumulés, il remporte un siège. À défaut, ou s'il reste encore des sièges à pourvoir, l'on procède à nouveau à l'élimination du candidat restant ayant recueilli le moins de suffrages cumulés, et ainsi de suite jusqu'à ce que tous les sièges aient été pourvus. Selon la répartition des votes, il est possible que les candidats restants n'atteignent pas le quota, auquel cas le siège est attribué au dernier en lice après élimination de tous ceux ayant recueilli moins de votes cumulés. Les députés élus sont appelés Teachta Dála, abrégé en TD.

Nombre de sièges par circonscription en 2020.

Le nombre de députés de l'assemblée sortante est de 158. Une commission de circonscription se réunit cependant en juillet 2016, en accord avec les dispositions de la Loi électorale de 1997 qui impose de redéfinir les limites des circonscriptions au moins tous les douze ans, soit ici après la publication des données démographiques du recensement de 2016. La Commission dispose d'un certain pouvoir discrétionnaire, mais elle est tenue par la Constitution de ne pas dépasser un ratio de 30 000 personnes par élu. Elle est également par convention obligée de ne pas dépasser les limites traditionnelles des comtés, sauf dans de rares cas, même si cela entraîne une légère surreprésentation de certains d'entre eux. Le rapport de la Commission présidée par le juge Robert Haughton est publié le 27 juin 2017, et recommande une augmentation du nombre de députés de 158 à 160. La loi électorale de 2017, qui met en œuvre cette augmentation, est promulguée en décembre de la même année, juste avant Noël. L'élection du 33e Dáil se déroule donc selon les nouvelles limites, pour 160 sièges .
Le président de la chambre, le Ceann Comhairle, est cependant automatiquement réélu s'il ne notifie pas son intention de ne pas se représenter, conformément à l'article 16-6 de la Constitution. Le Ceann Comhairle sortant, Seán Ó Fearghaíl, n'ayant pas fait part d'une telle intention, il devient d'emblée membre du trente troisième Dáil issu de ces élections, ramenant à 159 le nombre de sièges à pourvoir par les électeurs. C'est par ailleurs la première fois depuis 1918 qu'une telle élection se déroule un samedi.

## Forces en présence
| Parti | Parti                                    | Idéologie                                                                    | Chef de file                     | Résultats en 2016          |
| ----- | ---------------------------------------- | ---------------------------------------------------------------------------- | -------------------------------- | -------------------------- |
|       | Fine Gael (FG)                           | Centre droit Libéral-conservatisme, démocratie chrétienne, europhilie        | Leo Varadkar                     | 25,5 % des voix 50 députés |
|       | Fianna Fáil (FF)                         | Centre à centre droit Républicanisme, conservatisme, europhilie              | Micheál Martin                   | 24,3 % des voix 44 députés |
|       | Sinn Féin (SF)                           | Centre gauche à gauche Républicanisme, socialisme démocratique, eurocritique | Mary Lou McDonald                | 13,8 % des voix 23 députés |
|       | Parti travailliste Labour Party (Lab)    | Centre gauche Social-démocratie, europhilie                                  | Brendan Howlin                   | 6,6 % des voix 7 députés   |
|       | Sociaux-démocrates Social Democrats (SD) | Centre gauche Social-démocratie, europhilie                                  | Róisín Shortall Catherine Murphy | 3,0 % des voix 3 députés   |
|       | Parti vert Green Party (GP)              | Centre gauche Écologie politique, europhilie                                 | Eamon Ryan                       | 2,7 % des voix 2 députés   |

### Sondages
Les deux principaux instituts de sondages irlandais, Red C et Behaviour and Attitudes (B&A), associés respectivement au The Sunday Times et au The Sunday Business Post, utilisent des méthodologies distinctes qui conduisent à des résultats nettement différents même lorsque organisés aux mêmes dates. Le graphique ci-dessous les représente sous la forme d'une courbe moyennée.

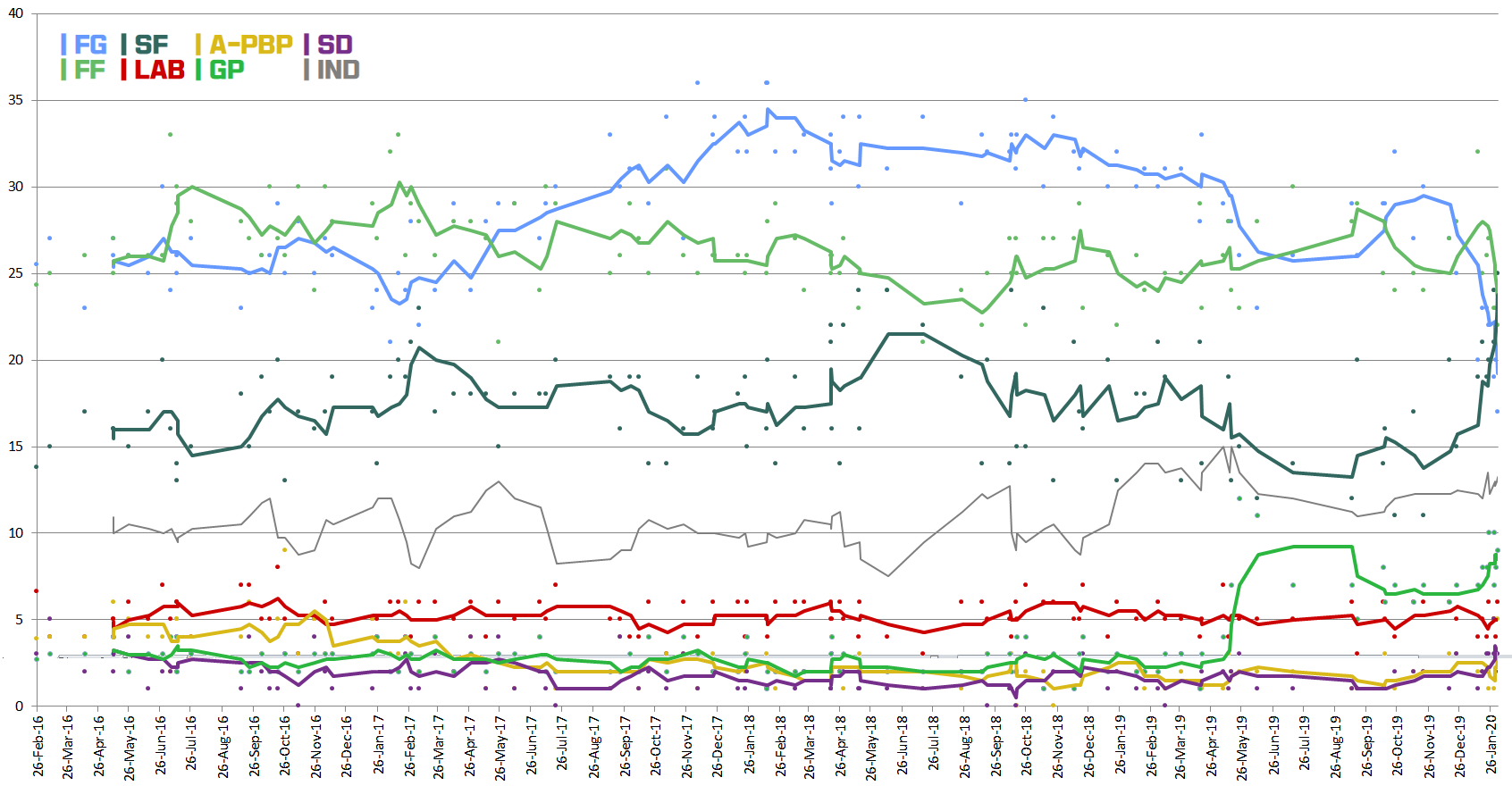
Sondages d'opinion effectués par Behaviour and Attitudes (B&A)/The Sunday Times.

## Campagne
Le Premier ministre Leo Varadkar fait campagne sur ses succès diplomatiques avec le gouvernement britannique sur la question du Brexit, tandis que l'opposition met en avant la dégradation du système de santé irlandais et l'augmentation du nombre de sans-abris. Cette stratégie serait « un mauvais calcul » de la part de Leo Varadkar, estime Eoin O'Malley, professeur à l'université de la ville de Dublin : « Le problème pour la plupart des gens, c'est le temps qu'ils passent dans les transports pour aller travailler, qu'ils n'ont pas les moyens d'acheter leur logement et qu'ils ont à peine les moyens de payer le loyer ».
Le Sinn Féin axe son programme sur la fin de l’austérité, l’accès au logement et la défense du système public de santé.

### Par circonscription

Carte des résultats par circonscriptions

## Résultats
|                                      |                                      |                                  |           |       |       |        |               |
| Partis                               | Partis                               | Partis                           | Votes PP  | %     | +/-   | Sièges | +/-           |
|                                      | Sinn Féin                            | Sinn Féin                        | 535 573   | 24,53 | 10,69 | 37     | 14            |
|                                      | Fianna Fáil                          | Fianna Fáil                      | 484 315   | 22,18 | 2,17  | 37     | 7             |
|                                      | Fine Gael                            | Fine Gael                        | 455 568   | 20,86 | 4,66  | 35     | 14            |
|                                      | Parti vert                           | Parti vert                       | 155 695   | 7,13  | 4,41  | 12     | 10            |
|                                      | Parti travailliste                   | Parti travailliste               | 95 582    | 4,38  | 2,23  | 6      | 1             |
|                                      | Sociaux-démocrates                   | Sociaux-démocrates               | 63 397    | 2,90  | 0,10  | 6      | 3             |
|                                      |                                      | Le Peuple avant le profit        | 57 420    | 2,63  | 1,32  | 3      | en stagnation |
|                                      | Solidarité                           | 1                                | 57 420    | 2,63  | 1,32  | 2      |               |
|                                      | RISE                                 | 1                                | 57 420    | 2,63  | 1,32  | Nv.    |               |
| Solidarité-Le Peuple avant le profit | Solidarité-Le Peuple avant le profit | 5                                | 57 420    | 2,63  | 1,32  | 1      |               |
|                                      | Aontú                                | Aontú                            | 41 575    | 1,90  | Nv.   | 1      | 1             |
|                                      | Indépendants pour le changement      | Indépendants pour le changement  | 8 421     | 0,39  | 1,08  | 1      | 3             |
|                                      | Parti irlandais de la liberté        | Parti irlandais de la liberté    | 5 495     | 0,25  | Nv.   | 0      | en stagnation |
|                                      | Renua                                | Renua                            | 5 473     | 0,25  | 1,93  | 0      | en stagnation |
|                                      | Parti national                       | Parti national                   | 4 773     | 0,22  | Nv.   | 0      | en stagnation |
|                                      | Parti démocrate irlandais            | Parti démocrate irlandais        | 2 611     | 0,12  | 0,08  | 0      | en stagnation |
|                                      | Parti des travailleurs d'Irlande     | Parti des travailleurs d'Irlande | 1 195     | 0,05  | 0,10  | 0      | en stagnation |
|                                      | Peuple uni                           | Peuple uni                       | 43        | 0,00  | Nv.   | 0      | en stagnation |
|                                      | Indépendants                         | Indépendants                     | 266 353   | 12,20 | 3,66  | 19     | en stagnation |
|                                      | Ceann Comhairle                      | Ceann Comhairle                  |           |       |       | 1      | en stagnation |
|                                      |                                      |                                  |           |       |       |        |               |
| Suffrages exprimés                   | Suffrages exprimés                   | Suffrages exprimés               | 2 183 489 | 99,20 |       |        |               |
| Votes blancs et invalides            | Votes blancs et invalides            | Votes blancs et invalides        | 17 703    | 0,80  |       |        |               |
| Total                                | Total                                | Total                            | 2 201 192 | 100   | –     | 160    | 2             |
| Abstentions                          | Abstentions                          | Abstentions                      | 1 295 272 | 37,05 |       |        |               |
| Inscrits/Participation               | Inscrits/Participation               | Inscrits/Participation           | 3 496 464 | 62,95 |       |        |               |

## Analyse et conséquences

Appartenance politique du candidat arrivé en tête par circonscription.

Le scrutin voit la victoire surprise du Sinn Féin, le parti décrochant la première place en termes de suffrages. Ce bon résultat est paradoxalement amputé en termes de sièges par le nombre peu élevé de candidats du parti, fruit d'une stratégie électorale prise bien avant les sondages favorables de fin de campagne. Anticipant de faibles résultats après ceux décevant obtenus de manière répétée lors des européennes et des municipales de l’année précédente, le Sinn Féin ne présente en effet que 42 candidats pour 160 sièges à pourvoir afin d'éviter que les voix supposées peu nombreuses de ses électeurs ne se dispersent sur un trop grand nombre de candidatures lors de ces législatives. En comparaison, le Fianna Fáil et le Fine Gael présentent respectivement 84 et 82 candidats.
Le bon résultat du Sinn Féin pose la question de sa participation à un gouvernement de coalition, les liens passé du parti avec l'organisation terroriste de l'Armée républicaine irlandaise (IRA) l'ayant jusqu'à présent toujours exclu d'une telle participation.
Les sondages de sortie des urnes témoignent d’un vote générationnel. Le Sinn Féin remporte ainsi près de 32 % des votes parmi les 18-35 ans, tandis que les autres partis de gauche (Les Verts, Solidarité-Le Peuple avant le profit et les Sociaux-démocrates) réalisent également des résultats plus élevés parmi cette frange de la population. Les partis de gauche auraient ainsi bénéficié du reports des voix secondaires des électeurs du Sinn Fein en l'absence de candidats supplémentaires du parti. Une forte division de classe apparait également. Le Sinn Féin remporte à peine 14 % des suffrages des classes moyennes et aisées, tandis qu’il remporte 33 % des votes exprimés parmi les ouvriers et les chômeurs.
Les négociations en vue de la formation d'un nouveau gouvernement de coalition stagne pendant plus d'un mois, les trois principaux partis ne parvenant pas à s'entendre. Le Fianna Fail réitère son refus de s'associer avec le Sinn Fein et exprime le souhait de renouveler son alliance avec le Fine Gael du Premier ministre Leo Varadkar, réélu dans sa circonscription après le cinquième décompte. Ce dernier privilégie cependant un passage dans l'opposition au vu de ses résultats en nette baisse. Un échec des négociations conduirait à un retour aux urnes, dont le Sinn Fein serait le principal bénéficiaire selon des sondages d'opinions.
La propagation de la Pandémie de maladie à coronavirus dans le pays en mars 2020 rend cependant plus urgent la formation d'un nouveau gouvernement, conduisant le dirigeant du Fine Gael, Martin Heydon, à se repositionner en faveur d'une participation de son parti à un gouvernement
Les dirigeants du Fianna Fail et du Fine Gael finissent à la mi avril par parvenir à un accord susceptible de déboucher sur la formation d'une grande coalition, tout en nécessitant néanmoins l'appui d'autres partis. Le Fianna Fail, le Fine Gael et les Verts s'entendent ainsi le 5 mai sur la formation d'un gouvernement de coalition. L'accord, finalisé le 15 juin suivant, prévoit notamment une rotation du titulaire du poste de Premier ministre entre le Fianna Fáil et le Fine Gael, tandis que les Verts obtiennent la mise en place d'un plan ambitieux en matière d'écologie.